# Jean-Pierre Ploué
Jean-Pierre Ploué (* 1962) ist ein französischer Automobildesigner.

## Leben
Im Jahr 1985 erhielt Ploué das Diplom von der Ecole Nationale des Arts Appliqués et des Métiers d'Art.
Ploué begann seine Karriere bei Renault, wo er von 1985 bis 1995 in der Designabteilung arbeitete. Er war wesentlich an der Entwicklung des Twingo (1992) beteiligt. Danach war er von 1995 bis 1998 für das Volkswagen Design Center in Wolfsburg tätig. In den Jahren 1998 und 1999 war er Chefdesigner bei Ford Europe in Köln.
Im Jahr 2000 trat er die Nachfolge von Arthur Blakeslee als Designchef der Marke Citroën an, der im März des Jahres in den Ruhestand trat. Damit verbunden leitete er das Centre de Création Citroën. Zum 1. Oktober 2008 übernahm Ploué die Leitung des Designzentrums ADN (Automotive Design Network) von PSA Peugeot Citroën in Vélizy, wo er die unter dem Dach des ADN zusammengefassten Designabteilungen der Gruppe leitet.
Nach der Übernahme von Opel und dem Zusammenschluss von PSA mit Fiat Chrysler Automobiles (FCA) übernahm Ploué im Jahr 2021 als einer der beiden Chief Design Officer die Verantwortung für die europäischen Marken (mit Ausnahme von Maserati) sowie der Nutzfahrzeuge der aus der Fusion hervorgegangenen Stellantis-Gruppe. Er ist damit zuständig für die Marken Abarth, Alfa Romeo, Citroën, DS Automobiles, Fiat, Lancia, Opel, Peugeot, Vauxhall. Sein Kollege Ralph Gilles ist als weiterer Chief Design Officer zuständig für die amerikanischen Marken des Konzerns sowie Maserati. Im Juni 2021 gab Stellantis bekannt, dass Jean-Pierre Ploué darüber hinaus zum Leiter LANCIA Design im Turiner Designzentrum des Unternehmens berufen wurde.

## Auszeichnungen
- Le Journal de l'Automobile: Mann des Jahres 2007[3].